# Ansitz Kollegg

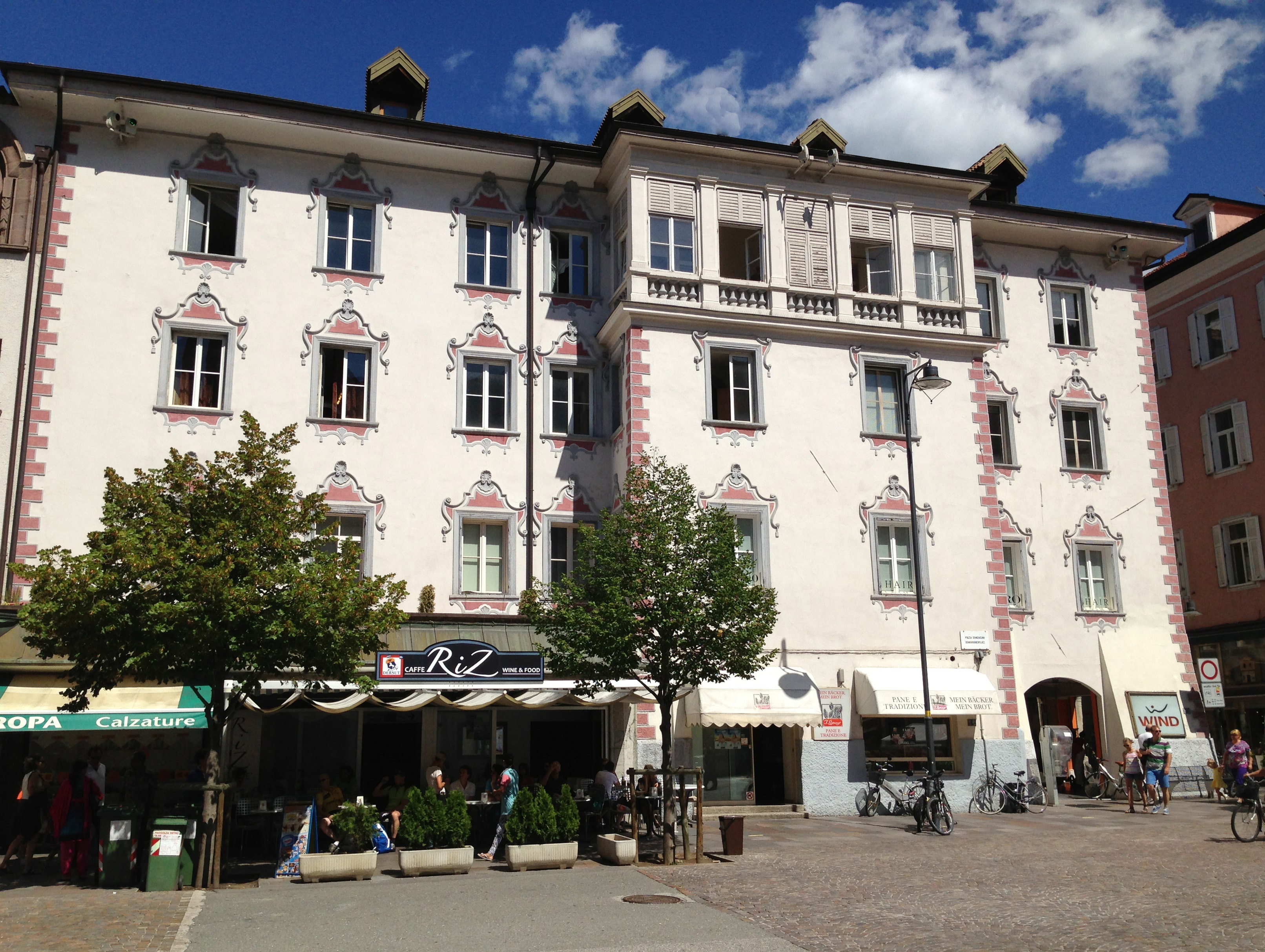
Schauseite des Ansitzes Kollegg in Bozen (zum Dominikanerplatz)

Der Ansitz Kollegg ist ein stadtbildprägendes, spätbarockzeitliches Gebäude in der Südtiroler Landeshauptstadt Bozen an der Ecke von Goethestraße und Dominikanerplatz.
An der Straßenseite befinden sich zwei Rundbogentore mit Pilasterrahmung, geschwungenen Giebeln und Vasenaufsätzen im Empirestil. Stuckverzierte Fensterumrahmungen mit Parapeten und Aufsatz geben den herrschaftlichen Charakter des Gebäudes zu erkennen. Am Dominikanerplatz ist die Gebäudegliederung durch einen Risalit hervorgehoben, die abschließende Loggia ist mit geradem Gebälk ausgestaltet. Im Innern sind mehrere Stuckdecken erhalten.
Das Gebäude trägt seinen Namen von der 1618 geadelten Bozner Familie Koller. Ihr Haus, in dem über längere Zeit die Tiroler Landeshauptmannschaft residierte, wurde 1658 mit Adelsfreiheit und dem Namen Kollegg begabt. 1700 ist der Ansitz an die Fedrigotti, darauf an die Herren von Grustner übergegangen. 
Der Ansitz wurde 1953 unter Denkmalschutz gestellt.